# 自由级濒海战斗舰
自由级濱海战斗舰（英語：Freedom-class littoral combat ship）是一種由洛克希德·马丁公司研發的濱海戰鬥艦。美國海軍的另外一種濒海战斗舰是由通用动力公司研發獨立級濱海戰鬥艦。

### 船舶订单和命名历史
美国海军最初订购了两艘自由级濒海战斗舰，首舰舰自由号（LCS-1）和沃斯堡号（LCS-3）。2009年3月由时任美国海军部长唐纳德·C·温特斯宣布：濒海战斗舰序列中，自由级的舷号为奇数，独立级的舷号为偶数。 2010年12月29日，美国海军宣布将下达最多10艘额外自由级濒海战斗舰的大宗采购订单，共计将购买12艘该型舰艇。 
2016年3月31日，美国海军行使选购权增购额外一艘自由级濒海战斗舰。 LCS-25将会是批次采购合同中所建造的第11艘舰艇，该型号中的第13艘舰船（自由号和沃斯堡号是在大宗采购订单之前建造的）。 
2018年2月13日，美国海军部长理查德·沃恩·斯宾塞宣布LCS-27命名为南塔克特号 。 
2018年9月18日，美国海军宣布增购了两艘独立级濒海战斗舰和一艘自由级濒海战斗舰。 
2019年1月15日，美国海军行使选购权，增购一艘自由级濒海战斗舰，命名为克利夫兰号（LCS-31）。 

## 同型艦列表
当前共计10艘自由级濒海战斗舰服役中，1艘正在艤装中。
| 舷號   | 艦名                  | 下水日期       | 服役日期       | 退役日期      | 母港         | 現狀               |
| 自由级 |                       |                |                |               |              |                    |
| LCS-1  | 自由號                | 2006年9月23日  | 2008年11月8日  | 2021年9月29日 | 加州聖地牙哥 | 退役               |
| LCS-3  | 沃斯堡號              | 2010年12月7日  | 2012年9月22日  |               | 加州聖地牙哥 | 現役               |
| LCS-5  | 密爾沃基號            | 2013年12月18日 | 2015年11月21日 | 2023年9月8日  | 佛州梅波特   | 退役               |
| LCS-7  | 底特律號              | 2014年10月18日 | 2016年10月22日 | 2023年9月29日 | 佛州梅波特   | 退役               |
| LCS-9  | 小石城號              | 2015年7月18日  | 2017年12月16日 | 2023年9月29日 | 佛州梅波特   | 退役               |
| LCS-11 | 蘇城號                | 2016年1月30日  | 2018年11月17日 | 2023年8月14日 | 佛州梅波特   | 退役               |
| LCS-13 | 威奇托號              | 2016年9月17日  | 2019年1月12日  |               | 佛州梅波特   | 现役               |
| LCS-15 | 比靈斯號              | 2017年7月1日   | 2019年8月3日   |               | 佛州梅波特   | 现役               |
| LCS-17 | 印第安納波利斯號      | 2018年4月18日  | 2019年10月26日 |               | 佛州梅波特   | 现役               |
| LCS-19 | 聖路易斯號            | 2018年12月15日 | 2020年8月8日   |               | 佛州梅波特   | 现役               |
| LCS-21 | 明尼阿波利斯-聖保羅號 | 2019年6月15日  | 2022年5月21日  |               | 佛州梅波特   | 现役               |
| LCS-23 | 庫柏斯頓號            | 2020年1月19日  | 2023年5月6日   |               | 佛州梅波特   | 现役               |
| LCS-25 | 馬里內特號            | 2020年10月31日 | 2023年9月16日  |               | 佛州梅波特   | 现役               |
| LCS-27 | 南塔克特號            | 2021年8月7日   | 2024年11月16日 |               | 佛州梅波特   | 现役               |
| LCS-29 | 伯洛伊特號            | 2022年5月7日   | 2024年11月23日 |               | 佛州梅波特   | 現役               |
| LCS-31 | 克里夫蘭號            | 2023年4月15日  |                |               |              | 下水時發生事故返廠 |